# Schloss Sieniawa

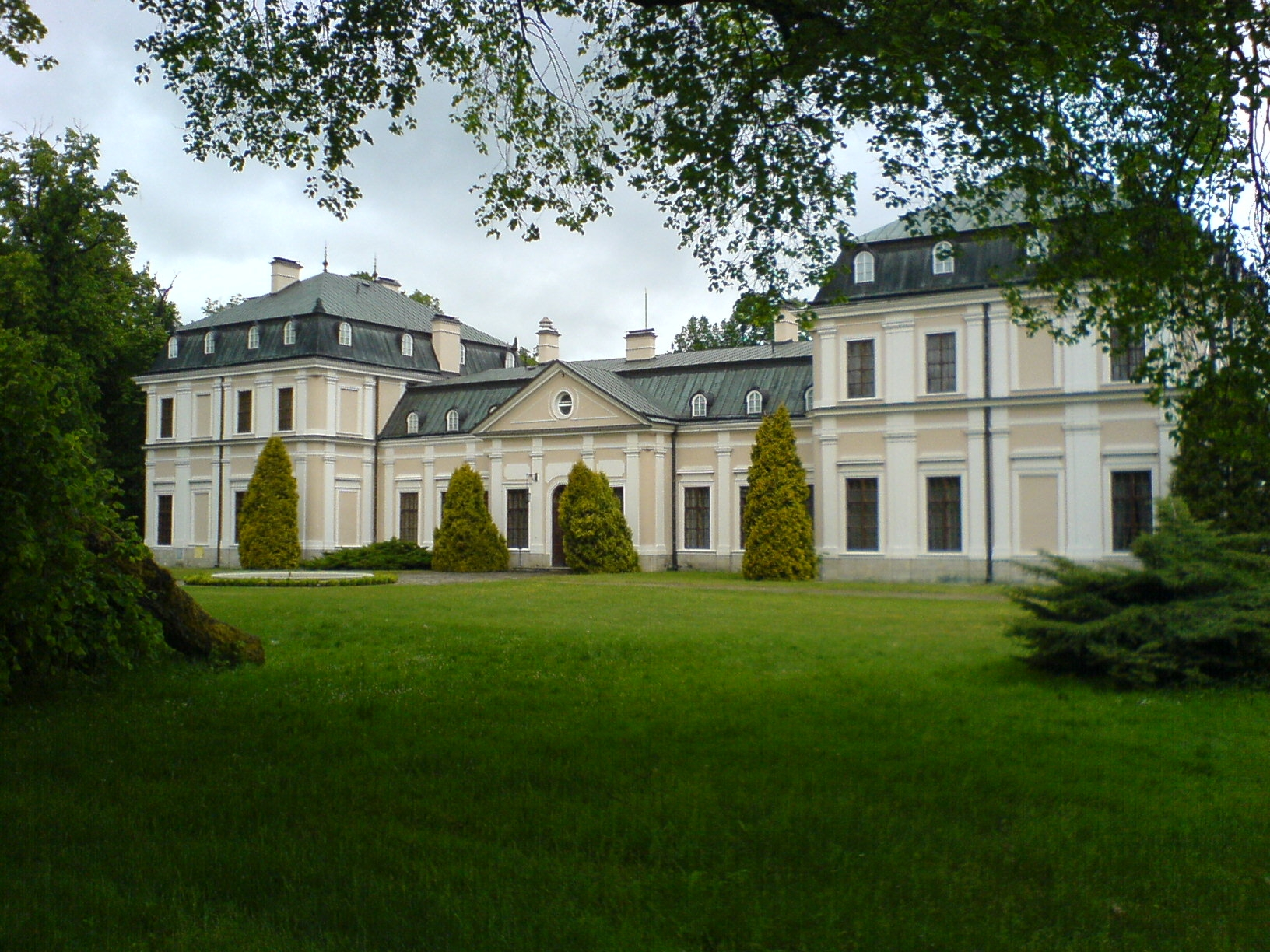
Schloss Sieniawa, Gartenansicht

Das Schloss Sieniawa (polnisch Pałac w Sieniawie) ist ein Stadtpalais mit englischem Garten des polnischen Adelsgeschlechts Sieniawski in der Altstadt von Sieniawa in der polnischen Woiwodschaft Karpatenvorland.

## Geschichte
In den Jahren von 1664 bis 1680 ließ Mikołaj Hieronim Sieniawski an der Stelle des heutigen Schlosses einen barocke Festungsanlage errichten. Adam Mikołaj Sieniawski ließ anstelle der Festung ein Schloss im Barockstil um 1700 errichten. In den Jahren 1718–1720 kam eine Orangerie im Garten hinzu, die ab 1726 als Sommerschloss diente. Seine Blütezeit erlebte das Schloss im 19. Jahrhundert, als mehrere bedeutende Persönlichkeiten sich hier aufhielten, unter anderem Zar Alexander I. In den Jahren von 1881 bis 1883 erhielt das Schloss durch Bolesław Podczaszyński seine heutige Gestalt, als es bereits den Czartoryski gehörte. Während des Ersten Weltkriegs stellte Adam Ludwik Czartoryski das Schloss der österreichischen Armee als Lazarett zur Verfügung. Die Armee verwüstete das Schloss, und die Restaurierung wurde durch den Zweiten Weltkrieg unterbrochen. Der Wiederaufbau zog sich bis in die 1990er Jahre hin. Es wird heute als Hotel und Restaurant genutzt.